# Sebastian Gäb

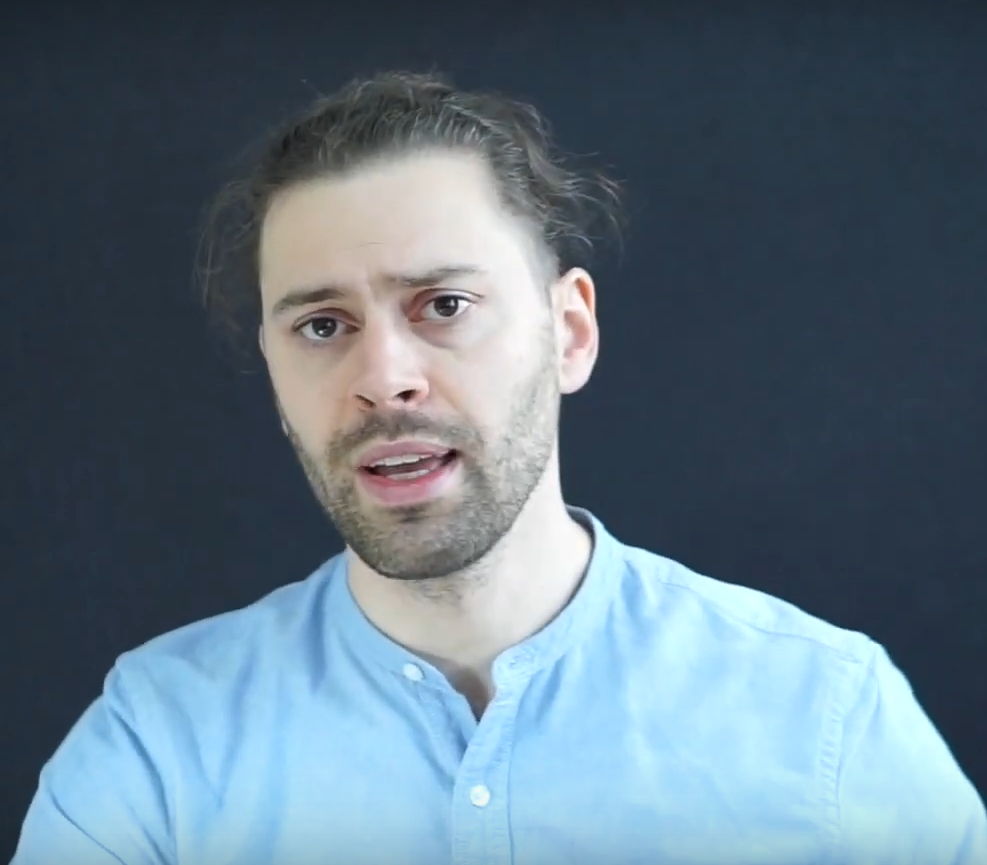
Sebastian Gäb (2021)

Sebastian Gäb (* 1982 in Bad Neuenahr-Ahrweiler) ist ein deutscher Philosoph. Er ist seit 2019 Professor für Religionsphilosophie an der LMU München.

## Leben
Nach seinem Abitur 2001 studierte Gäb von 2002 bis 2010 Philosophie, Sinologie und Gräzistik an der Universität Trier. 2004 bis 2005 absolvierte er ein Auslandsstudium an der Ozean Universität von China und schloss seinen M.A. 2008 im Fach Philosophie ab, 2010 erlangte er einen weiteren M.A. in Gräzistik. 2012 promovierte er in Trier in Philosophie mit einer Arbeit unter dem Titel Wahrheit  und Bedeutung. Zum Problem des religiösen Realismus. Ab 2013 war er Post-Doc in Trier und wurde 2019 als Professor für Religionsphilosophie nach München berufen.
Gäb forscht und veröffentlicht vor allem im Bereich der analytischen Religionsphilosophie. Ausgehend von der sprachanalytischen Debatte zum Realismus und Antirealismus beschäftigt er sich mit Theorien der Metapher und der Unsagbarkeit, in deren Rahmen er wiederum die Funktionsweise religiöser Sprache und die Rolle von Mystik und religiöser Erfahrung in der Religion untersucht. Dabei stützt sich Gäb auf eine breite Basis an nicht-westlichen Traditionen des religiösen Denkens, unter anderem die klassische chinesische Philosophie und verschiedene Strömungen des Buddhismus. Vor diesem Hintergrund untersucht er auch die Möglichkeit und die Implikationen eines religiösen Pluralismus.
Gäb ist verheiratet und Vater mehrerer Kinder.

## Werke (Auswahl)
- Religionsphilosophie. Baden-Baden: Nomos, 2022. ISBN 978-3848765805.
- Die Philosophie des Buddha: Eine Einführung. Tübingen: UTB, 2024. ISBN 978-3825262013.

- (als Herausgeber:) Religion und Pluralität. Stuttgart: Kohlhammer, 2020.
- Ineffability: the very concept. Philosophia 48 (2020), 1825–1836. link
- Realismus und unübersetzbare Sprachen. Zeitschrift für philosophische Forschung 72 (2018), 382–409. link
- The Paradox of Ineffability. International Journal of Philosophy and Theology 78 (2017), 1–12.
- Why do we suffer? Buddhism and the Problem of Evil. Philosophy Compass 10 (2015), 345–353. link
- Wahrheit, Bedeutung und Glaube. Zum Problem des religiösen Realismus. Zugleich Dissertation Universität Trier. Mentis, Münster 2014, ISBN 978-3-89785-229-7.
- (als Mitherausgeber). Philosophie der Spiritualität / Philosophy of Spiritualitiy. Schwabe Verlag, Berlin, 2024. ISBN 978-3-7574-0125-2